# Johannes Messchaert
Johannes Messchaert (Hoorn, Holanda del Nord, 22 d'agost de 1857 - Küssnacht, Suïssa, 9 de setembre de 1922) fou un cantant dels Països Baixos. Primer estudià el violí, però no tardà a dedicar-se al cant i assistí als conservatoris de Colònia (Alemanya), Frankfurt del Main i Múnic. Es donà conèixer principalment com a cantant de concert, i també fou professor de l'Escola Reial de Música de Berlín.